# سونگ نینا
سونگ نینا (چینی: 宋妮娜؛ زادهٔ ۷ آوریل ۱۹۸۰) بازیکن والیبال اهل چین است.